# Ligne Tarragone - Reus - Lérida
 (décembre 2021).
Si vous disposez d'ouvrages ou d'articles de référence ou si vous connaissez des sites web de qualité traitant du thème abordé ici, merci de compléter l'article en donnant les références utiles à sa vérifiabilité et en les liant à la section « Notes et références ».
La ligne Tarragone - Reus - Lérida est une ligne de chemin de fer espagnole qui appartient à ADIF, elle relie Tarragone à Lérida en traversant le Camp de Tarragone, la Conca de Barberà et la plaine de Lérida. La ligne commence à la gare de Tarragone et se termine à la gare de Lérida Pyrénées.
La ligne est à écartement ibérique et à double voie et les services qu'ils passent par la ligne sont des trains de banlieue, régionaux et/ou de marchandises. À l'heure actuelle, la plus grande partie de la ligne passe en parallèle ou à proximité de la LGV Madrid-Barcelone-Figueras.

## Histoire

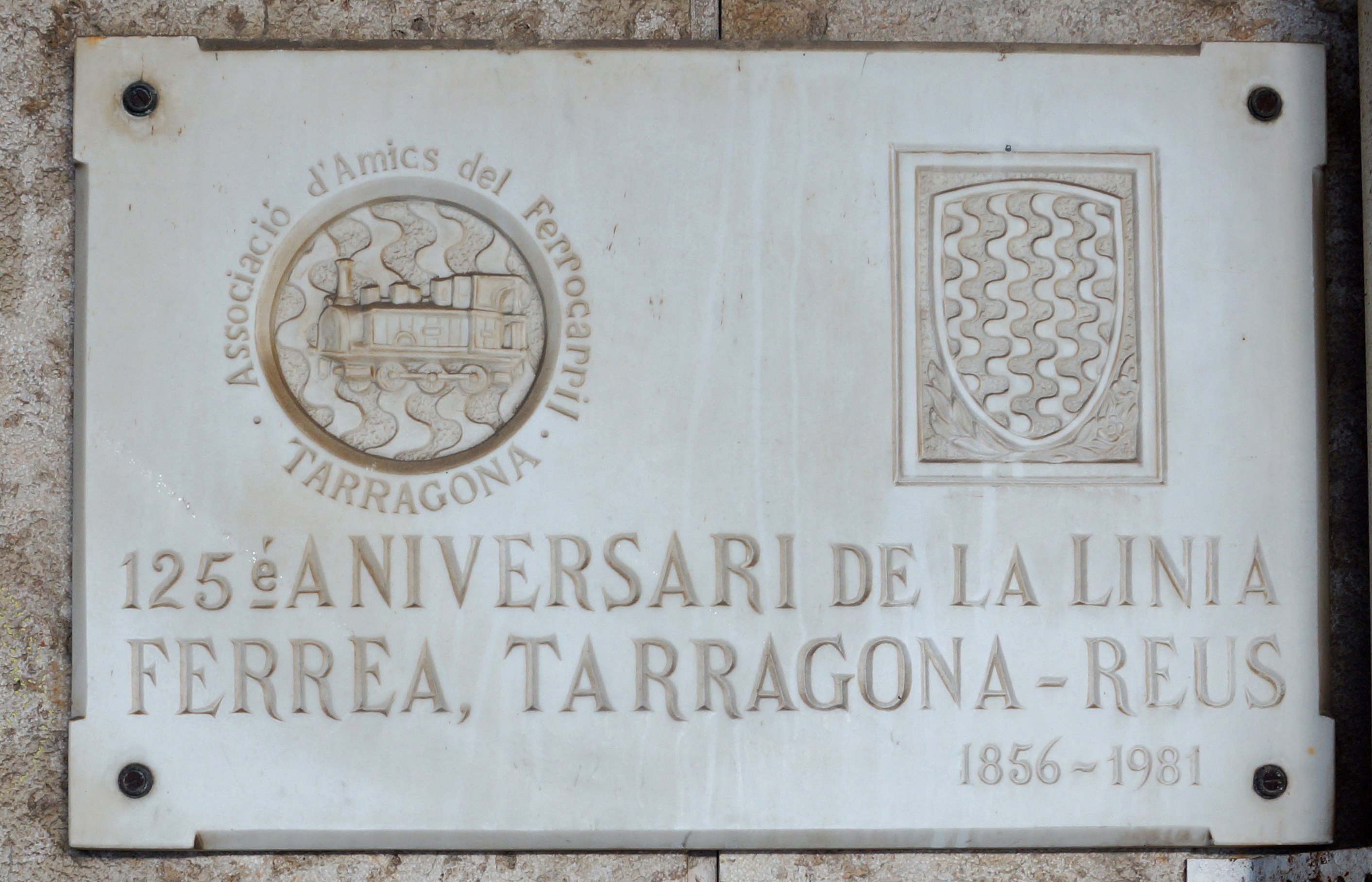
Plaque commémoratif du 125^{ème} anniversaire de la ligne en 1981

La ligne fut bâtie par la Compañía del Ferrocarril de Lérida, Reus y Tarragona. Le premier tronçon qui a été inauguré fut celui entre Tarragone et Reus en 1856.

## Caractéristiques

### Ligne
Cette ligne part de la gare de Tarragone où se termine la Ligne Barcelone - Vilafranca - Tarragone, en sortant de la ville de Tarragone, il y a une bifurcation vers la ligne Tarragone - Tortosa/Ulldecona. À Reus, elle se raccorde avec la ligne Reus - Caspe et l'ancienne ligne Roda de Berà - Reus. Avant d'atteindre la gare de la Plana - Picamoixons, la ligne Barcelone - Vilanova - Valls se raccorde à celle-ci. Enfin à Lérida, elle se raccorde avec les lignes Barcelone - Manrèse - Lérida - Almacelles, Lérida - La Pobla de Segur et la LGV Madrid-Figueras.

## Exploitation
Sur cette ligne, circulent des trains de longue distance et des trains de moyenne distance comme les lignes R15 et Ca6 de Tarragone jusqu'à Reus pour se raccorder avec la ligne Reus - Caspe; la ligne R14 via Reus sur tout le tracé de la ligne, la ligne R13 via Valls sur le tronçon Picamoixons - Lérida, les deux viennent de Barcelone et ils se dirigent vers Lérida. Aussi, il y circulent des trains de la ligne RT1 de Rodalia de Tarragone.